# Сынкулима
Сынкулима — река в России, течёт по территории Усть-Куломского района Республики Коми. Устье реки находится в 4 км по левому берегу реки Северной Кельтмы. Длина реки составляет 10 км, площадь водосборного бассейна — 86 км².

## Данные водного реестра
По данным государственного водного реестра России относится к Двинско-Печорскому бассейновому округу, речной бассейн — Северная Двина, речной подбассейн — Вычегда, водохозяйственный участок — Вычегда от истока до города Сыктывкара.
Код объекта в государственном водном реестре — 03020200112103000016040.